# Betriebskrankenkasse Basell Polyolefin GmbH
Die Betriebskrankenkasse Basell Polyolefine GmbH – abgekürzt BKK Basell – war ein Träger der gesetzlichen Krankenversicherung in Deutschland aus der Gruppe der Betriebskrankenkassen.
Sie fusionierte zum 1. Januar 2016 mit der aufnehmenden BKK Verkehrsbau Union.

## Struktur und Geschichte
Die BKK Basell war eine geschlossene Betriebskrankenkasse. Als traditionelle Betriebskrankenkasse war die BKK Basell exklusiv für Mitarbeiter bestimmter Tochtergesellschaften der Lyondellbasell Industries (vormals Basell; Basell Polyolefine GmbH, Basell Deutschland GmbH, TRV Thermische Rückstandsverwertung GmbH & Co. KG) und deren Angehörige wählbar. Die Kasse hatte ihren Sitz in Wesseling bei Köln, dem Standort der ehemaligen Rheinischen Olefinwerke (ROW) von denen sie am 1. Oktober 1959 unter dem Namen BKK ROW gegründet wurde. Die ehemaligen Rheinischen Olefinwerke sind heute ein Standort der Basell Polyolefine GmbH und damit Teil von Lyondellbasell Industries.
Zum 1. Januar 2016 wurde die BKK Basell freiwillig zusammen mit der BKK Demag Krauss-Maffei und BKK Schleswig-Holstein auf die BKK Verkehrsbau Union verschmolzen.